# Джильо-Тос, Эрманно
Эрманно Джильо-Тос (итал. Ermanno Giglio Tos; 1865—1926) — итальянский энтомолог.

## Биография
Родился в Кьяверано, Турин. Учился у Микеле Лессоны в Туринском университете с 1886 по 1896 год. Затем стал профессором в Университете Кальяри. Специализировался на Diptera, Mantodea, Phasmatodea, Orthoptera и Blattodea. Коллекции учёного находятся в Туринском музее естественной истории. Исследовал анатомию, гистологию и эмбриологию. Уточнил происхождение некоторых черепных нервов у человека. Скончался в Турине на 61 году жизни.

## Труды
Неполный список:
- Ditteri del Messico, 4 тома, Турин 1892—1895
- Les problèmes de la vie. Essai d’une interprétation scientifique des phénomènes vitaux, 4 Bände, Турин 1900—1910
- Журнал Biologica: Raccolta di scritti di Biologia, 1908
- Una grave minaccia per Cagliari : la bonifica dello stagno di Santa Gilla proposta dall’ing. Conti-Vecchi. Cagliari 1920